# Aartrijke
Aartrijke é uma vila e deelgemeente belga pertencente ao município de Zedelgem, província de Flandres Ocidental. Em 1 de Janeiro de 2006, tinha uma população de 4.533 habitantes e uma área de 21,52 km². Desde 1977, que pertence ao município de Zedelgem. 
O principal monumento da localidade é a igreja de Santo André.

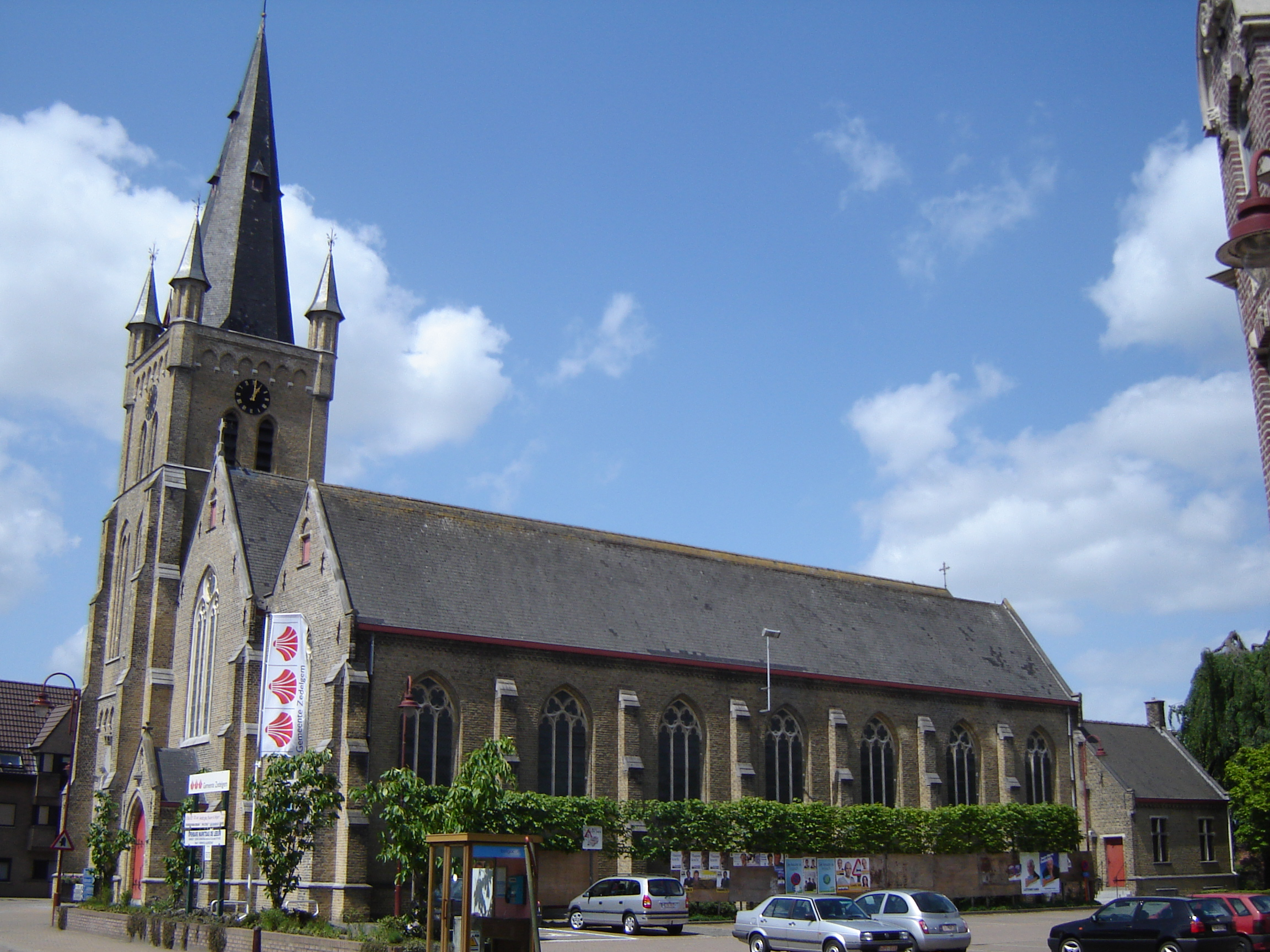
igreja de Santo André, em Aartrijke.